# Reteporella cellulosa
Reteporella cellulosa is een mosdiertjessoort uit de familie Phidoloporidae. De wetenschappelijke naam werd gepubliceerd in 1767 door Carl Linnaeus.